# Cremnophila (động vật)
Cremnophila là một chi bướm đêm trong họ Pyralidae. Nó được Ragonot thiết lập năm 1893 cho một số loài bướm đêm sinh sống tại Nga, Trung Quốc, Áo và Thụy Sĩ.

## Các loài
- Cremnophila pyraustella Zerny, 1914
- Cremnophila sedakovella (Eversmann, 1851) (= Cremnophila auranticiliella Ragonot, 1893, Cremnophila flaviciliella (Herrich-Schäffer, 1855))